# Hamza Abu Faris
Hamza Abu Faris (Arabisk: حمزة أبوفارس) (Født 13. januar 1946, Msallata, Libyen) er en libysk forsker og politiker, der sidder i den midlertidige overgangs regering efter borgerkrigen i Libyen. Han blev indsat som minister for religiøse anliggender den 22. november 2011 af Abdurrahim El-Keib.